# Alexandru Sirițeanu
Alexandru Sirițeanu (n. 16 aprilie 1984, Iași, România) este un scrimer român specializat pe sabie.

## Carieră
A început să practice scrima la vârsta de nouă ani cu antrenorul Iulian Bițucă, care i-a format și pe campionii Alin Lupeică, Florin Zalomir, Cosmin Hănceanu și Tiberiu Dolniceanu.
A participat ca rezervă la proba de sabie pe echipe la Jocurile Olimpice din 2012 de la Londra, titularii fiind Rareș Dumitrescu, Florin Zalomir și Tiberiu Dolniceanu. România a trecut succesiv de China, apoi de Rusia, și a întâlnit Coreea de Sud în finală. După un start dezastruos, scorul fiind 35–23 pentru Coreea de Sud, antrenorul Mihai Covaliu a introdus Sirițeanu în schimb cu Florin Zalomir la penultimul releu. Sirițeanu nu a putut face nimic în fața lui Oh Eun-seok, și a fost învins cu scorul 5-1. În cele din urmă România a pierdut cu scorul 26-45. Datorită releului tras cu Oh, Sirițeanu a luat și el o medalia de argint.
După Jocurile Sirițeanu, Dumitrescu și Zalomir au decis să-se retragă și să ceară o rentă viageră, pentru ca nu puteau trăi doar din salariul de la club. Sirițeanu a devenit antrenor la Centrul Olimpic de cadeți și juniori și la clubul CSM, tot la Iași.

## Legături externe
Materiale media legate de Alexandru Sirițeanu la Wikimedia Commons
- Prezentare[nefuncțională]
 la Confederația Europeană de Scrimă
- Alexandru Sirițeanu la Sports-Reference.com (arhivat la 1 aprilie 2020)